# Macroglossum labrosa
Macroglossum labrosa är en fjärilsart som beskrevs av Lucas 1891. Macroglossum labrosa ingår i släktet Macroglossum och familjen svärmare. Inga underarter finns listade i Catalogue of Life.